# Aniek van Alphen
Aniek van Alphen (Hapert, 1º febbraio 1999) è una ciclocrossista e ciclista su strada olandese che corre per i team Seven Racing (ciclocross) e Fenix-Deceuninck (strada). È attiva in formazioni UCI dal 2020.

## Palmarès

### Ciclocross
- 2018-2019

Valkenswaard
- 2019-2020

Munich Super Cross (Monaco di Baviera)
Cyclo-cross de Troyes (Troyes)
- 2020-2021

Rapencross, 1ª prova Ethias Cross (Lokeren)
- 2022-2023

International Cyclo-Cross Bad Salzdetfurth (Bad Salzdetfurth)
Cyclo-cross Boom, 4ª prova Superprestige (Boom)
Cyclocross Essen, 4ª prova Exact Cross (Essen)
- 2023-2024

Kleeberg Cross (Malines)
- 2024-2025

International Cyclo-Cross Bad Salzdetfurth #1 (Bad Salzdetfurth)
International Cyclo-Cross Bad Salzdetfurth #2 (Bad Salzdetfurth)

### Mountain bike
- 2018

Havelterberg
Wetter

## Piazzamenti

### Grandi Giri
- Giro d'Italia

2024: 76ª
- Vuelta a España

2024:  ritirata (6ª tappa)

### Classiche monumento
- Giro delle Fiandre

2021: 100ª
- Parigi-Roubaix

2022: 73ª

### Competizioni mondiali
- Campionati del mondo di ciclocross

Dübendorf 2020 - Under-23: 12ª
Ostenda 2021 - Under-23: 2ª
Tábor 2024 - Elite: 12ª
Liévin 2025 - Elite: 14ª

### Competizioni continentali
- Campionati europei di ciclocross

Rosmalen 2018 - Under-23: 9ª
Silvelle 2019 - Under-23: 11ª
's-Hertogenbosch 2020 - Under-23: 4ª
Drenthe-Col du VAM 2021 - Elite: 12ª
Namur 2022 - Elite: 8ª
Pontchâteau 2023 - Elite: 5ª
Pontevedra 2024 - Elite: 9ª